# Mary + Jane
Mary + Jane – amerykański serial telewizyjny z gatunku fantasy wyprodukowany przez MTV Production Development oraz Treefort Entertainment, którego pomysłodawcami są Deborah Kaplan i Harry Elfont. Serial był emitowany od 5 września 2016 roku do 14 listopada 2016 roku przez MTV.
10 lutego 2017 roku, stacja MTV ogłosiła anulowanie serialu.

## Fabuła
Serial opowiada o dwóch przyjaciółkach, dilerkach Paige i Jordan, które postanawiają rozkręcić firmę sprzedającą marihuanę.

## Obsada

### Główna
- Jessica Rothe jako Paige[3]
- Scout Durwood jako Jordan[3]
- Kosha Patel jako Jenee[3]
- Dan Ahdoot jako Robbie[3]
- H. Michael Croner jako Chris[3]

## Odcinki
| Sezon | Sezon | Odcinki | Oryginalna emisja MTV | Oryginalna emisja MTV | Oryginalna emisja | Oryginalna emisja | Oryginalna emisja |
| Sezon | Sezon | Odcinki | Premiera sezonu       | Finał sezonu          | Premiera sezonu   | Finał sezonu      |                   |
| ----- | ----- | ------- | --------------------- | --------------------- | ----------------- | ----------------- | ----------------- |
|       | 1     | 10      | 5 września 2016       | 14 listopada 2016     | nieemitowany      | nieemitowany      |                   |

### Sezon 1 (2016)
| #  | Tytuł              | Reżyseria                    | Scenariusz                                  | Premiera (MTV)       | Premiera     |
| -- | ------------------ | ---------------------------- | ------------------------------------------- | -------------------- | ------------ |
| 1  | Pilot              | Michael Blieden              | Deborah Kaplan, Harry Elfont                | 5 września 2016      | nieemitowany |
| 2  | Girl on Gurl       | Todd Biermann                | Deborah Kaplan, Harry Elfont                | 12 września 2016     | nieemitowany |
| 3  | Snatchelorette     | Deborah Kaplan, Harry Elfont | Danielle Uhlarik, Jamie Uyeshiro            | 19 września 2016     | nieemitowany |
| 4  | Jenéeuary          | Tamra Davis                  | Deborah Kaplan, Harry Elfont                | 26 września 2016     | nieemitowany |
| 5  | Rehab              | Heath Cullens                | Matt Lawton                                 | 3 października 2016  | nieemitowany |
| 6  | YouCube            | Tamra Davis                  | Danielle Uhlarik                            | 10 października 2016 | nieemitowany |
| 7  | Noachella          | Todd Biermann                | Maggie Bandur                               | 17 października 2016 | nieemitowany |
| 8  | MarijuanaCon       | Phil Traill                  | Andie Bolt                                  | 24 października 2016 | nieemitowany |
| 9  | Neighborhood Watch | Phil Traill                  | Deborah Kaplan, Harry Elfont, Maggie Bandur | 7 listopada 2016     | nieemitowany |
| 10 | 420                | Harry Elfont, Deborah Kaplan | Harry Elfont, Deborah Kaplan                | 14 listopada 2016    | nieemitowany |

## Produkcja
W październiku 2015 roku ogłoszono, że Scout Durwood, Jessica Rothe, Kosha Patel, H. Michael Croner oraz Dan Ahdoot dołączyli do obsady serialu.
15 grudnia 2015 roku stacja MTV zamówiła pierwszy sezon serialu.